# ARINC 708
ARINC 708 – standard cyfrowej komunikacji używany w awionice samolotu, opisuje cechy lotniczych radarowych systemów pogodowych.

## Opis techniczny

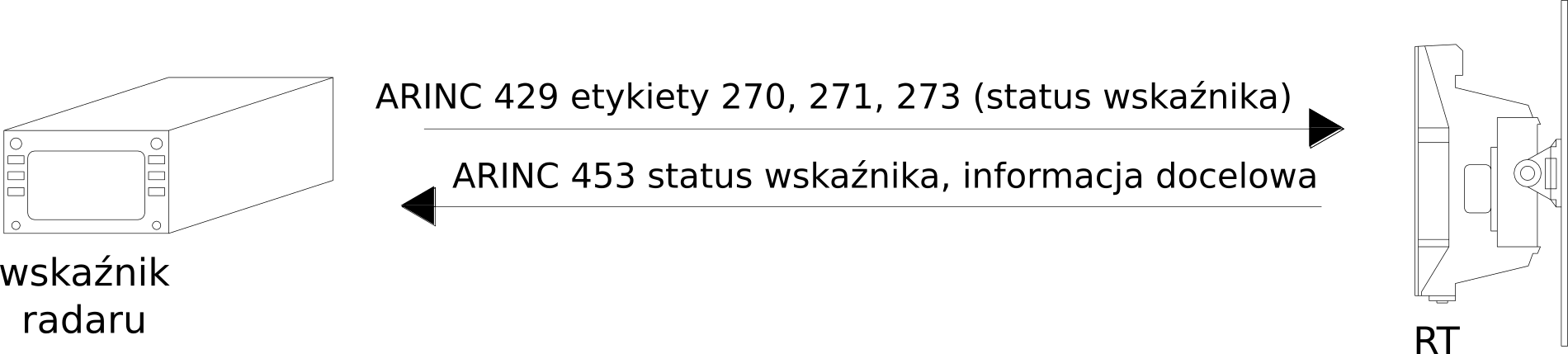
Schemat

Obecnie standard ARINC określa dwie niezależne magistrale komunikacyjne: ARINC 429 o niskiej prędkości i ARINC 453 z prędkością 1 miliona bitów na sekundę i parametrami elektrycznymi MIL-STD-1553. Komunikat ARINC 429 pochodzi ze wskaźnika (wyświetlacza) radaru i zawiera trzy słowa kontrolne o etykietach 270, 271 i (nieużywanej) 273. Słowa te zawierają informacje, takie jak zakres, nachylenie, wzmocnienie, status itp. Odbiornik-nadajnik (RT) odbiera te instrukcje i konfiguruje swoje działanie zgodnie z nimi. Wynikowe dane do wyświetlenia zostają przekazane z powrotem do wskaźnika przez magistralę ARINC 453 razem z duplikatem wcześniej otrzymanych instrukcji. Tym sposobem wskaźnik porównuje ustawienia RT z jego obecną konfiguracją i jeżeli są zgodne akceptuje dane. Jeżeli nie są zgodne, generowany zostaje błąd informujący pilota o problemie. Ta „docelowa” magistrala zawiera 1600 bitów komunikatów (słów) kodowanych kodem Manchester poprzedzanych i kończonych synchronizacją o długości 3 bitów.

## Format słowa ARINC 708
Magistrala ARINC 429 stosuje słowa kontrolne zdefiniowane przez ARINC 708:
Słowo kontrolne 1 (etykieta 270)
- etykieta: 8 bitów

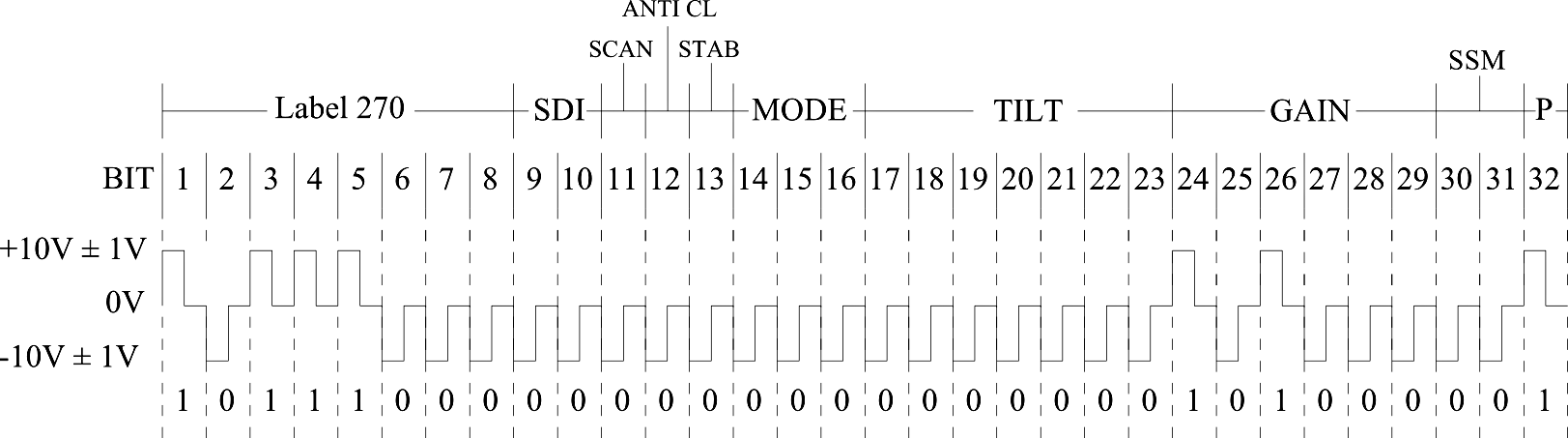
Etykieta 270

- SDI (identyfikator źródło/cel): 2 bity
- kąt skanowania sektora: 1 bit
- redukcja zakłóceń (Anticlutter): 1 bit
- stabilizacja: 1 bit
- tryb (Mode): 3 bity
- Nachylenie: 7 bitów
- Wzmocnienie: 6 bitów
- macierz statusu znaku (SSM): 2 bity, kody błędów, funkcje testu,znak
- parzystość (P): zwykle nieparzysty, ale może być parzysty; 1 bit

Słowo kontrolne 2 (etykieta 271)
- etykieta: 8 bitów
- SDI: 2 bity

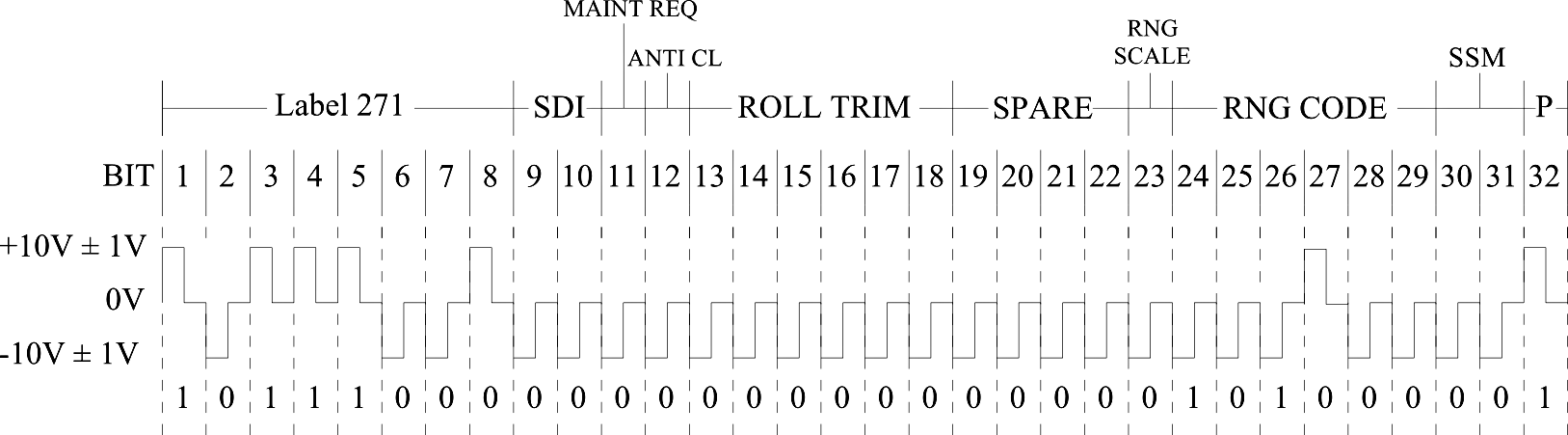
Etykieta 271

- żądanie obsługi (Maintenance Request): 1 bit
- redukcja zakłóceń: 1 bit
- dane trymera przechylenia (Roll Trim): 6 bitów
- zapas: 4 bity
- zakres skali: 1 bit
- kod zakresu: 6 bitów
- macierz statusu: 2 bity
- parzystość: 1 bit

## Wykorzystanie kodu Manchester

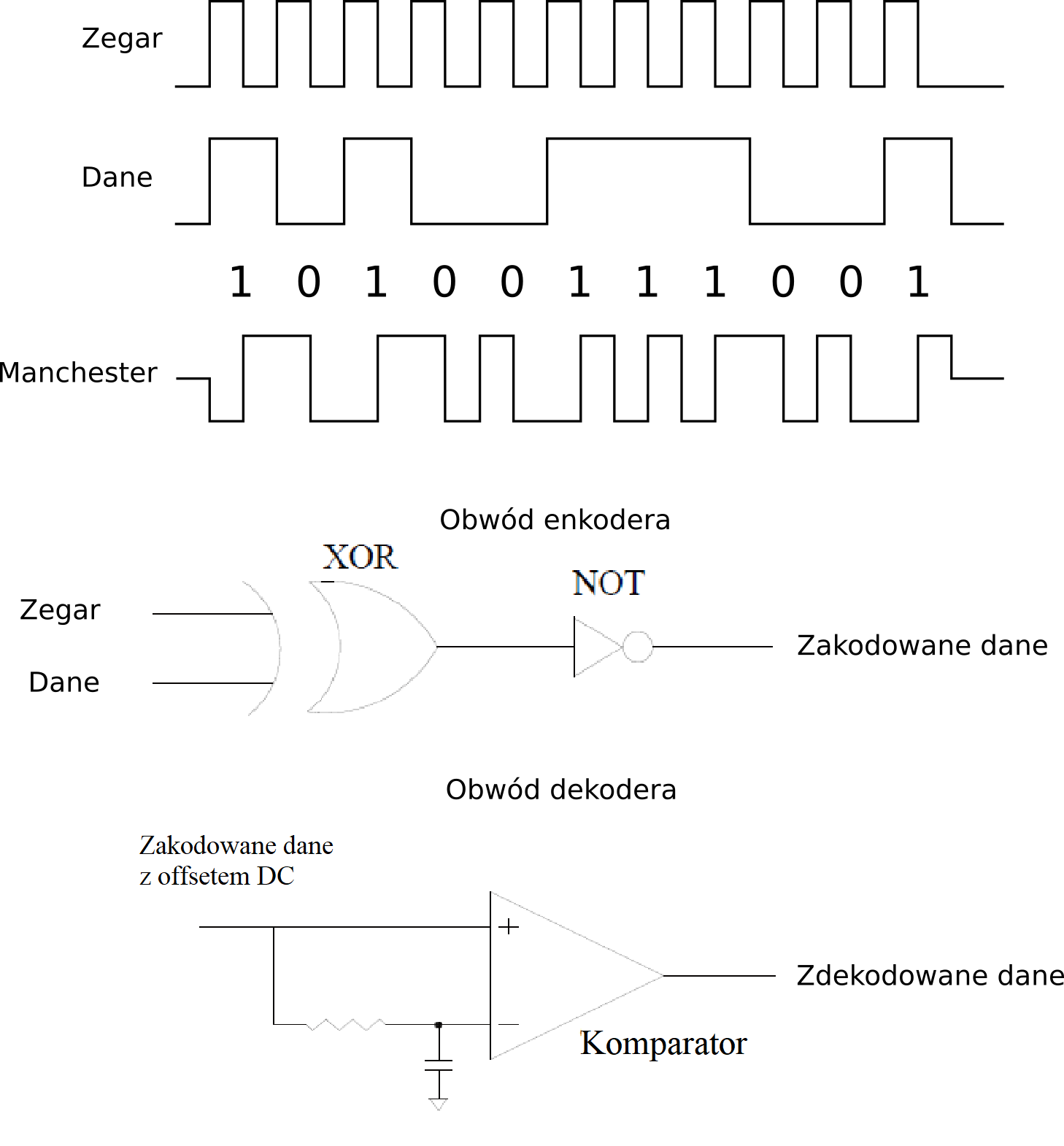
Schemat kodowania

ARINC 453 stosuje asynchroniczne kodowanie Manchester z zegarem osadzonym w danych.
- zmiana poziomu w środku okresu bita wskazuje dane
- zegar jest osadzony w sygnale, odzyskiwany przez adresata
- zmiana stanu niski-wysoki oznacza „1”, wysoki-niski „0”
- dwa formaty: IEEE 802.3(inne języki) i „GE Thomas”
- podobny do Ethernet
- impuls synchronizujący: długość 3 bity
- etykieta: 8 bitów
- kontrola: 53 bity; zakres, nachylenie, wzmocnienie, kąt skanowania itp.
- dane: 1536 bitów; 512 3 bitowych Range Bins, 360 stopni pokrycia
- całe 1600 bitowe słowo kodowane Manchester na sygnale zegara 1 MHz
- jednokierunkowy
- przerwanie transmisji jest krytyczne

Schemat kodowania i dekodowania kodu Manchester sygnału wejściowego przedstawiono na rysunku.